# Skaftafell
Het Nationaal Park Skaftafell ligt tussen de plaatsjes Kirkjubæjarklaustur en Höfn in het zuiden van IJsland. Sinds 2008 vormt het met het nationaal park Jökulsárgljúfur en omliggend gebied onderdeel van het nationaal park Vatnajökull.
Het Skaftafell-gebied werd op 15 september 1967 tot nationaal park verklaard, en het werd naderhand tot tweemaal de oorspronkelijke grootte uitgebreid. De oppervlakte bedraagt nu zo'n 1700 km². Het is het op een na grootste park van IJsland. Onderdeel van het park zijn de vallei Mörsárdalur, de berg Kristinartindar, de waterval Svartifoss en de gletsjer Skaftafellsjökull, onderdeel van de Vatnajökull.
Het landschap is het resultaat van duizenden jaren invloeden van erupties van vulkanen onder de Öræfajökull, slijtage door de gletsjers Skeiðarájökull en Skaftafellsjökull en door rivieren, zoals de Skeiðará, de Morsá en de Skaftafellsá. Vulkanische uitbarstingen onder een ijskap kunnen aanleiding geven tot gletsjerdoorbraken (IJslands: jökulhlaup) die de rivieren met gigantische hoeveelheden smeltwater en modder kunnen doen wassen, tot catastrofale overstromingen aan toe. Na een gletsjerdoorbraak blijven er zanderige vlakten tussen de gletsjer en de kust over, op z'n IJslands een sandur. Ook tussen Skaftafell en de kust, die op tientallen kilometers afstand ligt, bevindt zich zo'n zandvlakte, een gevaarlijk, zwart en desolaat gebied met slechts hier en daar wat lichte begroeiing. De laatste gletsjerdoorbraak op IJsland dateert uit 1996.
Skaftafell is een gewilde plaats omdat het klimaat er, naar IJslandse maatstaven, mild is, met daarbij zonnige dagen in de zomer, hetgeen in Zuid-IJsland zeldzaam is. Tevens heeft het park een overweldigende natuur en is het een van de zeldzame plaatsen op IJsland met een natuurlijk bos, het Bæjarstaðarskógur, met daarbij een rijk vogelleven.
De Svartifoss is een bijzonder fraaie waterval in het nationale park, en loont de wandeling van een uur heen en weer zeker.
In de Middeleeuwen waren er meerdere boerderijen in dit gebied, waaronder een aantal grote. Na gletsjerdoorbraken werden de meeste verlaten, en de twee overgebleven boerderijen fungeren nu veelal als toeristische pleisterplaats. Aan het begin van het park is een informatiecentrum en er zijn uitgestrekte wandelroutes.